# Vinicka (Czarnogóra)
Vinicka (cyr. Виницка) – wieś w Czarnogórze, w gminie Berane. W 2011 roku liczyła 561 mieszkańców.